# Caledônia

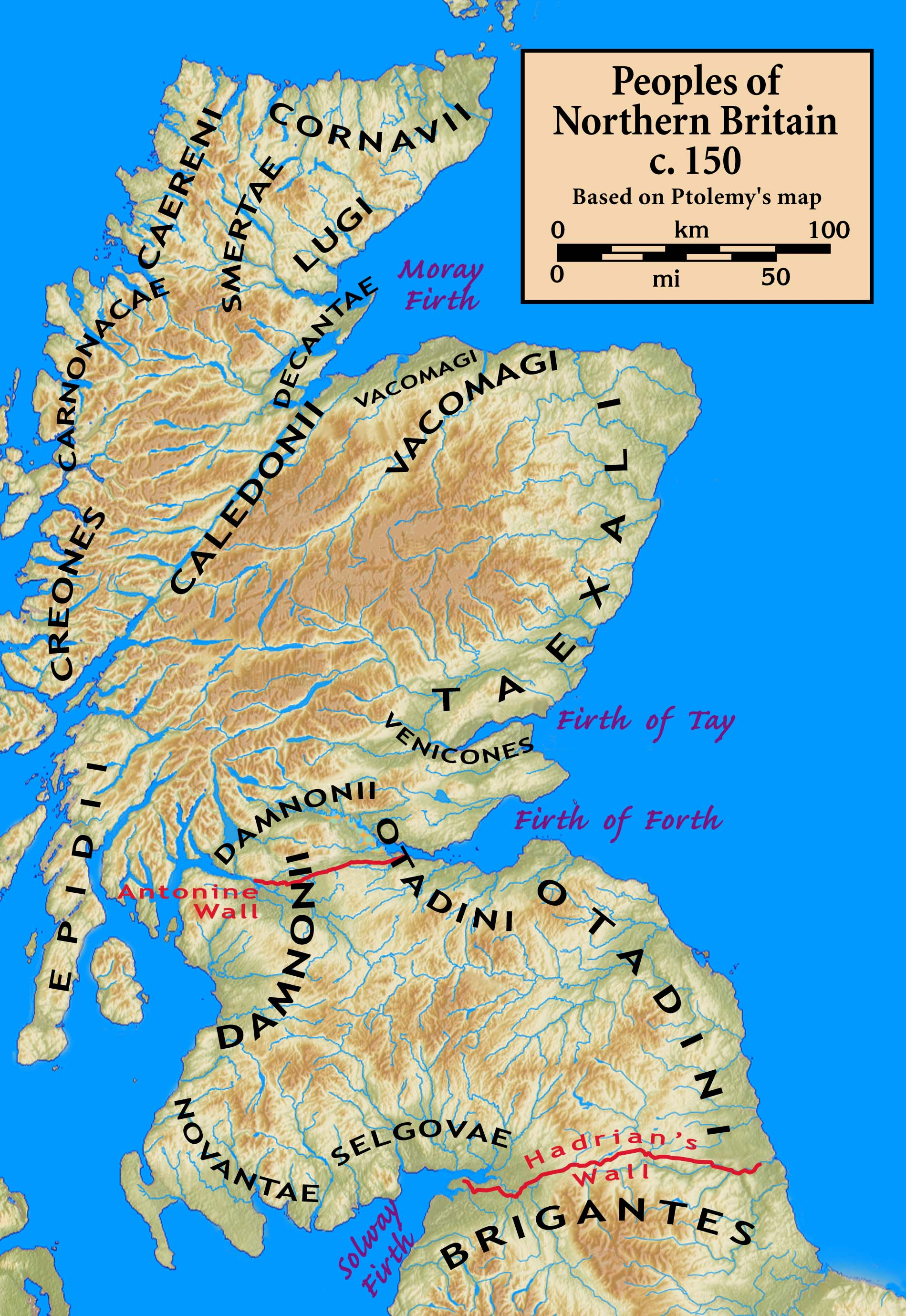
Mapa das populações do norte da Grã-Bretanha, baseado no testemunho de Ptolemeu. O povo caledoni vivia na região noroeste da Escócia.

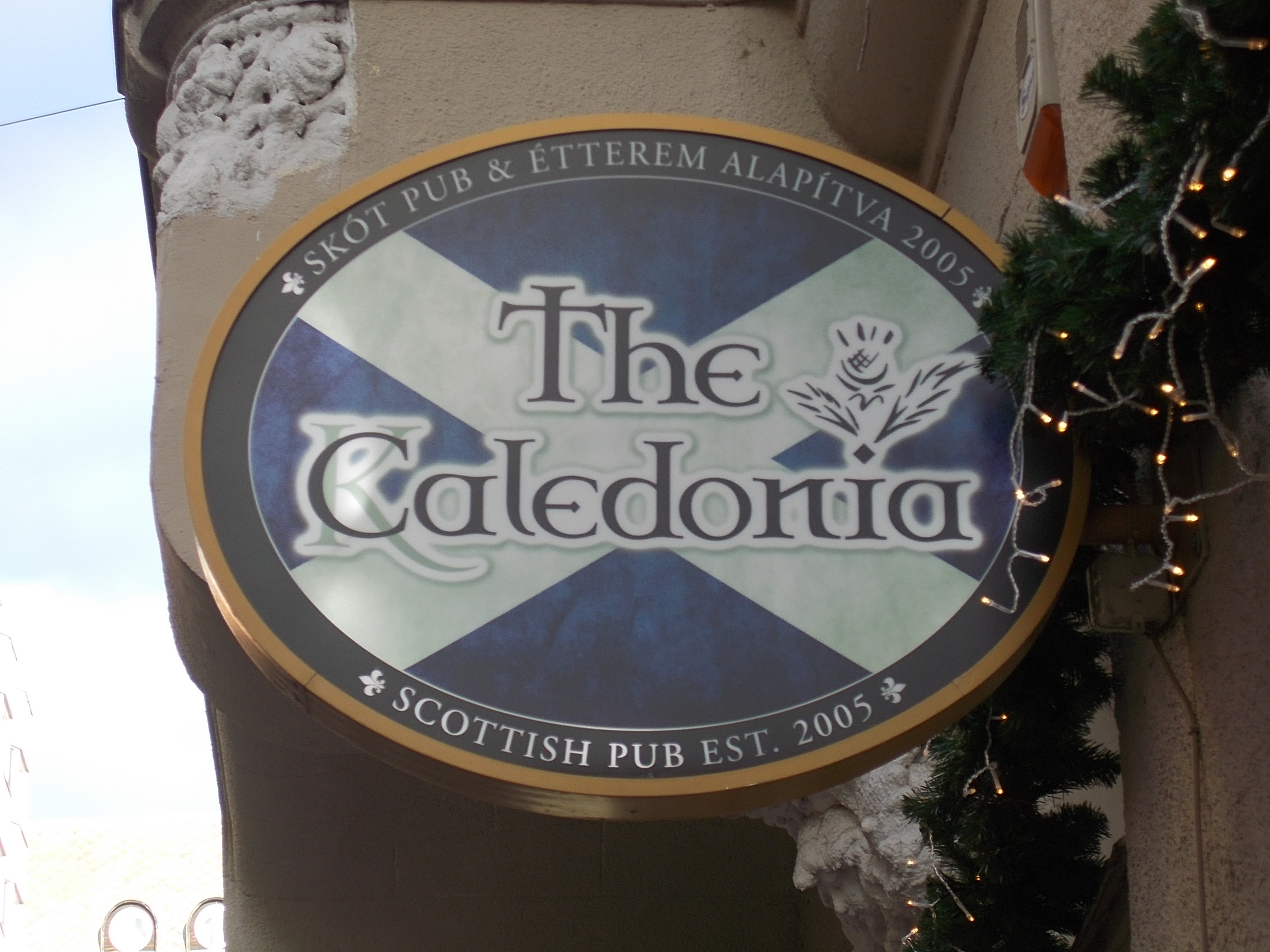
Pub escocês em Budapeste chamado "The Caledonia".

Caledônia (português brasileiro) ou Caledónia (português europeu) era uma região histórica ao norte da província romana da Britânia e que grosso modo corresponde à atual Escócia. Foi habitada pelos caledônios. Foi invadida pela primeira vez pelo Império Romano sob o general Cneu Júlio Agrícola em 80 que terminou na decisiva Batalha do Monte Gráupio. Uma fortaleza legionária foi estabelecida em Inchtutil, bem como vários fortes auxiliares em passos altos estratégicos. A fortaleza e todos os sítios ao norte do rio Earn, entretanto, foram abandonados em 90 e a Escócia como um todo sob o imperador Trajano (r. 98–117). A fronteira romano-caledônia foi fixada nas colinas Cheviot por Adriano (r. 117–138), mas mais adiante os romanos empurraram a fronteira ao norte para o estuário do rio Forth, onde erigiram a muralha Antonina em cerca de 144 para guardar a nova fronteira. Foram forçados a retroceder uma década depois, mas reocuparam a muralha temporariamente mais adiante no século II, bem como fizeram ocupações militares temporárias mais ao norte em 209 e 296. Escavações na área da muralha revelaram crannógues (habitações lacustres) e weems (casas de pedra subterrâneas) com objetos romanos.